# Marek Starczewski
Marek Starczewski (ur. 28 lutego 1939 w Warszawie, zm. 17 października 2018) – polski dziennikarz.

## Życiorys
Pochodził z Warszawy. W młodości był działaczem Zrzeszenia Studentów Polskich oraz Związku Młodzieży Socjalistycznej. W latach 1980–1990 był redaktorem naczelnym suwalskiego tygodnika Krajobrazy, inicjując między innymi popularny konkurs dla reporterów „Scalanie wartości”. Następnie był dyrektorem w Polsko-Litewskiej Izbie Gospodarczej Rynków Wschodnich. Działał w Krajowej Izbie Gospodarczej. Był wieloletnim przewodniczącym Rady Programowej Tygodnika Suwalskiego. W ostatnich latach życia działał także w Stowarzyszeniu Inicjatyw Społeczno-Kulturalnych „Nad Czarną Hańczą, udzielając się również jako redaktor książek wydawanych nakładem Stowarzyszenia. Współpracował też z Telewizją Internetową Suwalszczyzna24.